# 崆峒酒
崆峒酒是甘肅平凉出产的一系列白酒，源于1951年当地政府合并“崆峒烧坊” 、“柳湖烧坊” 、“暖泉烧坊”三家私人酒坊成立国营柳湖春酒厂，所产白酒被当地消费者称为陇丰酒，以柳湖春为商标，乃以玉米、豌豆、高粱、小麦和大米为原料酿制的酱香型白酒。酒厂几经改制后于2003年被甘肃新世纪集团收购，成为民企，在原有崆峒系列酱香型白酒之外，又增加了柳湖春系列浓香型白酒，2018年又推出了崆峒黄酒。